# Stormovik: SU-25 Soviet Attack Fighter
Stormovik: SU-25 Soviet Attack Fighter es un videojuego de combate aéreo  del año 1990 desarrollado y distribuido por Electronic Arts.
Es simulador de vuelo para el avión de ataque soviético SU-25. Se incluye una amplia gama de bombas y municiones  (desde bombas de racimo hasta cohetes y pistolas). Incluye tres conjuntos de misiones (cada conjunto tiene lugar en un año, de 1991 a 1993). Las misiones varían desde atacar tanques y tropas hasta atacar puentes y otros edificios. Aunque las misiones se pueden jugar por separado, se juegan para formar una historia sobre el desmoronado régimen soviético.